# Kurmanjan Datka

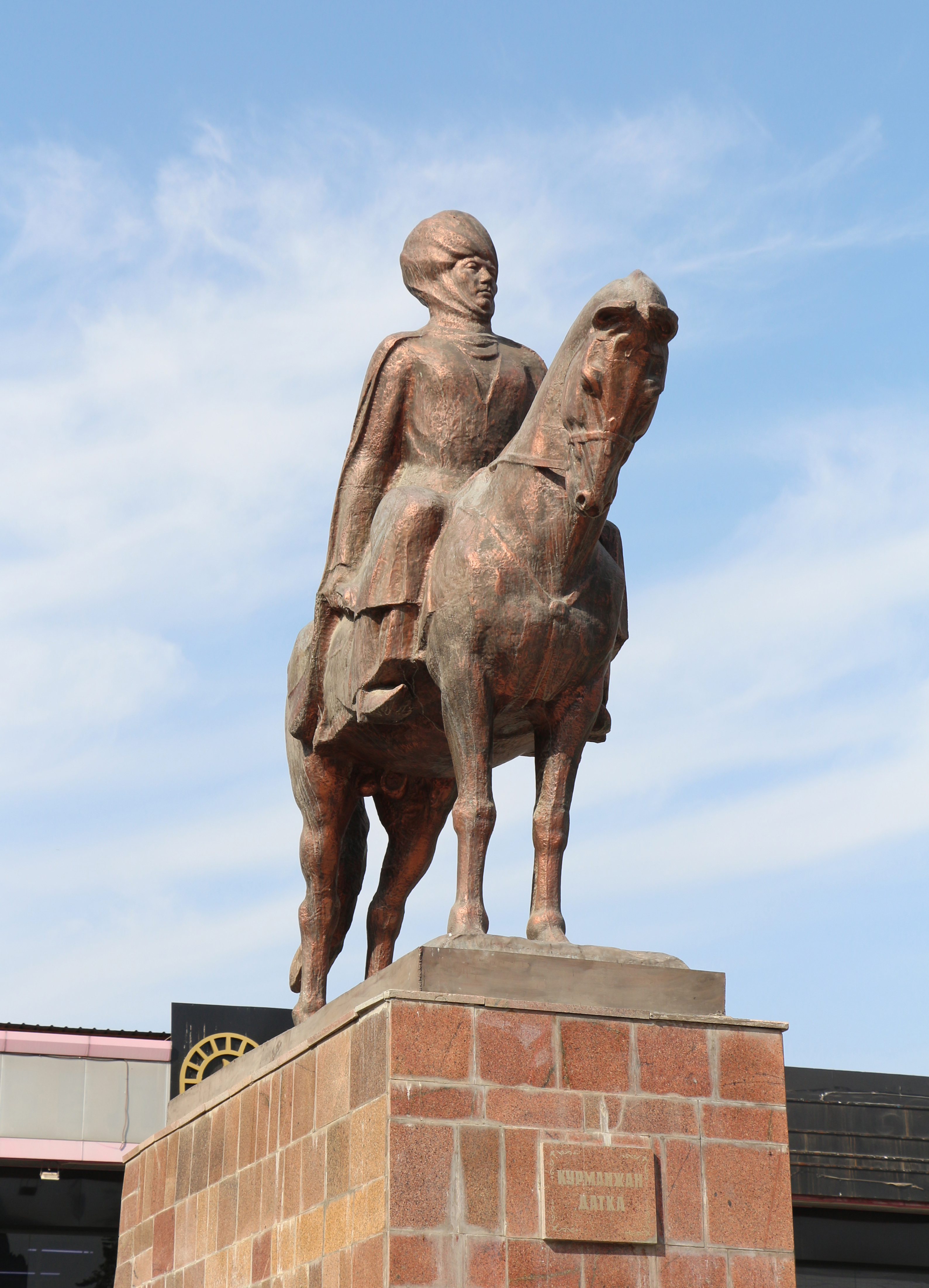
Statue de Kurmanjan Datka à Och

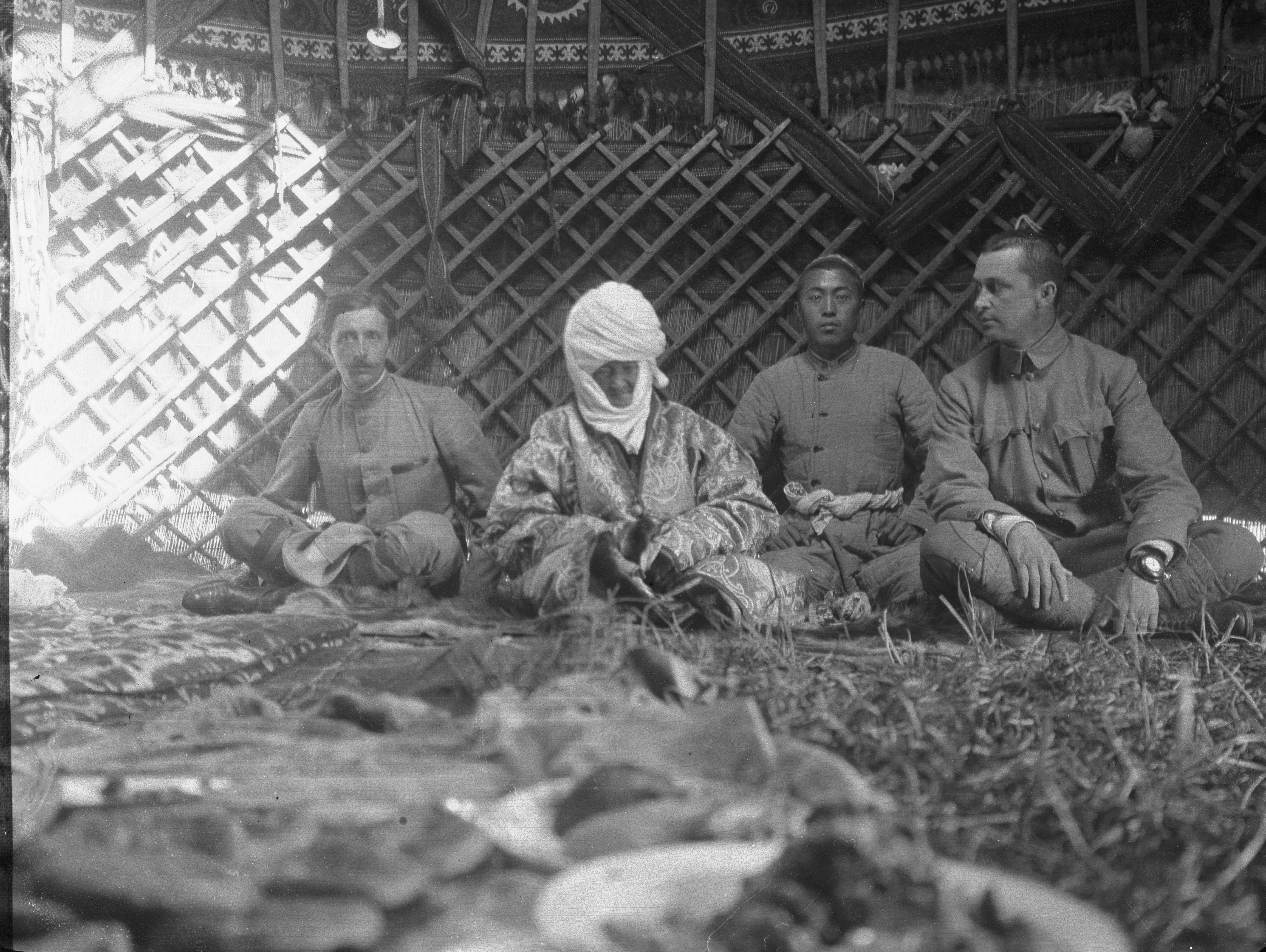
Kurmanjan Datka et Karl Mannerhein (à gauche) en 1906.

Kurmanjan Datka (en kirghize : Курманжан Датка, ou Datka Kurmanjan Mamatbai kysy ; 1811 – 1er février 1907), aussi connue comme « la Tsarine de l'Alaï » ou « la Reine du Sud », est une dirigeante de l'actuel Kirghizistan qui a accepté sous la contrainte l'annexion de cette région par l'Empire russe en 1876.

## Biographie
Kurmanjan est née dans une riche famille du clan Mungush à proximité d'Och. À 18 ans, elle aurait dû épouser un homme qu'elle n'avait jamais vu avant le jour de son mariage. Mais il ne lui plut pas et elle refusa cette tradition — d'abord en s'enfuyant dans la Chine voisine, puis en décidant de rester en compagnie de son père, Mambatbai. En 1832, le dirigeant féodal local, Alimbek (ky), qui avait pris le titre de « Datka (ky) » et régnait sur tous les Kirghizes de l'Alaï, fut attiré par l'énergique jeune femme et l'épousa.  Actif dans les cercles du Khanat de Kokand alors en pleine décadence, Alimbek fut assassiné au cours d'une révolution de palais en 1862 et Kurmanjan fut reconnue par les khans de Boukhara et de Kokand comme dirigeante de l'Alaï et reçut à son tour le titre de « Datka ». En 1876, l'Alaï fut annexée par l'Empire russe.  Reconnaissant l'inutilité de la résistance, Kurmanjan Datka persuada son peuple d'accepter la domination russe.
Durant la période d'instabilité qui a suivi et les tentatives sporadiques des populations de secouer le joug russe, la contrebande des armes est devenue profitable : deux des fils de Kurmanjan et deux de ses petits-fils ont été accusés de contrebande et de l'assassinat de douaniers. Lorsque son fils préféré a été condamné à mort, elle a refusé de demander à ses fidèles d'essayer de le sauver, déclarant qu'elle ne laisserait pas ses intérêts privés causer des souffrances à son peuple. Elle a même assisté à l'exécution publique de son fils. Les autres ont été exilés en Sibérie et elle s'est retirée de la vie publique[réf. nécessaire].
En 1906, elle a reçu la visite du baron Carl Gustaf Emil Mannerheim (futur Président de la Finlande), alors colonel dans l'armée russe. Mannerheim a pris sa photographie. Elle est morte six mois plus tard, laissant deux fils, deux filles, 31 petits-fils, 57 arrière-petits-fils et six arrière-arrière-petits-fils[réf. nécessaire].

## Hommages
Le film kirghize La Reine des montagnes (d'abord titré Kurmanjan Datka), sorti en 2014, est consacré à sa vie,.